# Mercedes-Benz třídy GL
Mercedes-Benz třídy GL (z německého Geländelimousine - volně přeloženo jako terénní limuzína) je SUV, vyráběné německou automobilkou Mercedes-Benz od roku 2006.

## První generace (X164; 2007 - 2012)
Třída GL (kódové označení X164)byla představena na NAIAS (Severoamerická mezinárodní auto show) v roce 2006.

## Druhá generace (X166; 2013 -)
Redesignovaný model (kódové označení X166), představený na newyorské Auto Show jako model pro rok 2013.